# الرياضة في هولندا

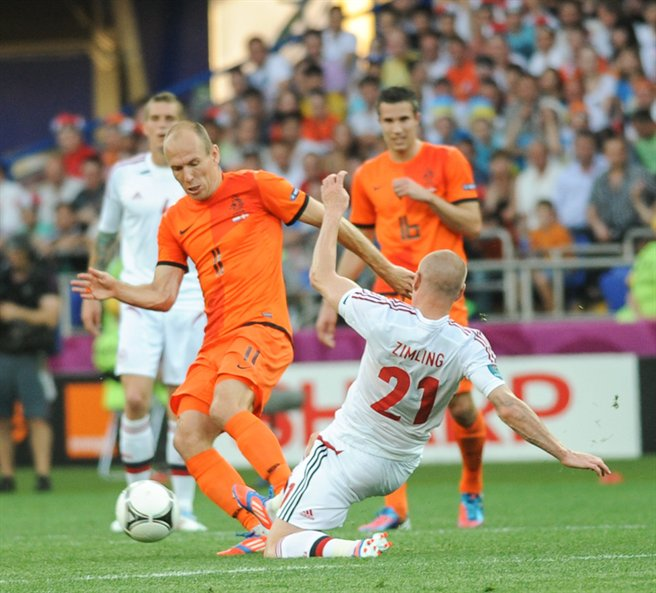
آريين روبن في مباراة كأس أوروبا

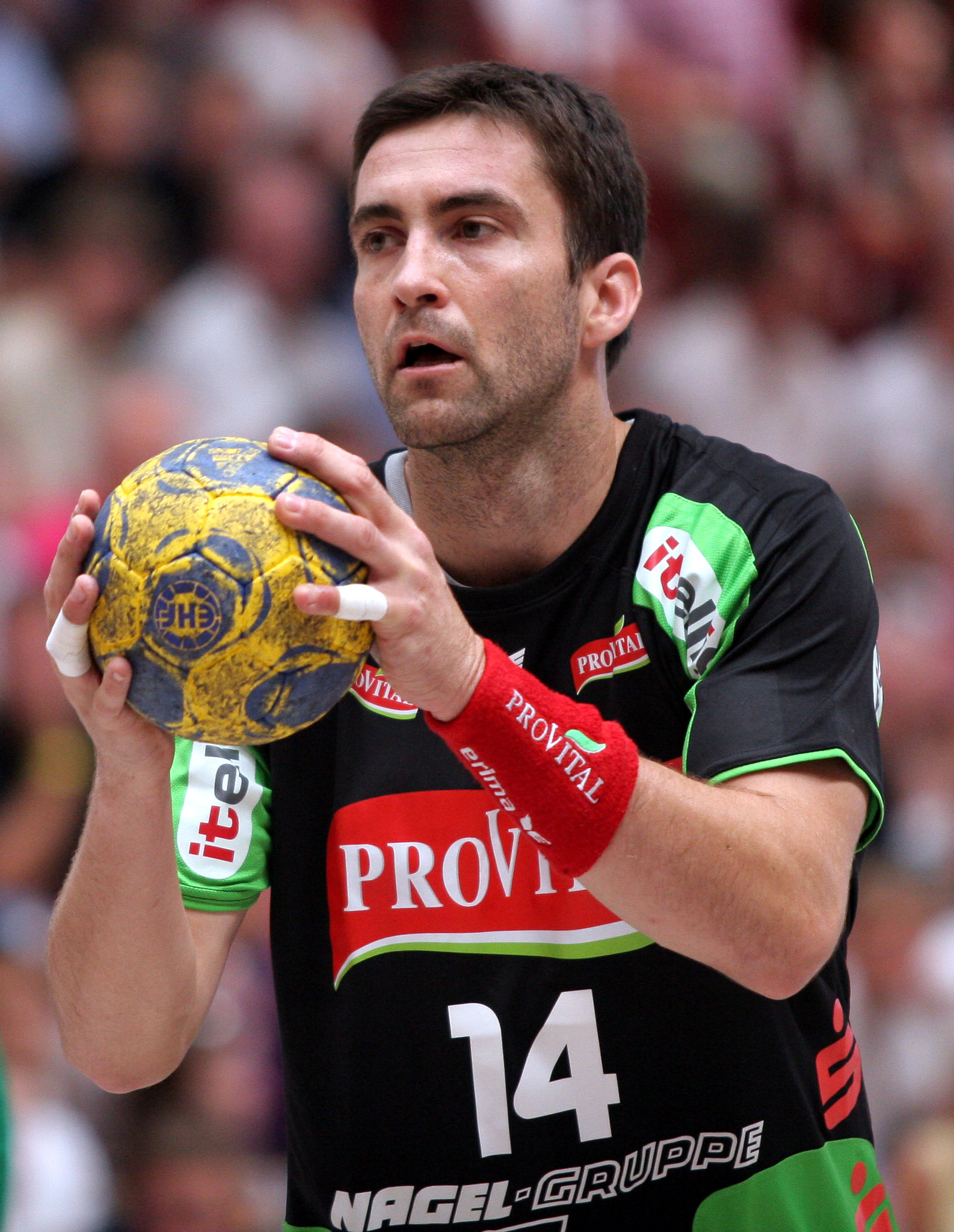
مارك شميتز، لاعب كرة يد

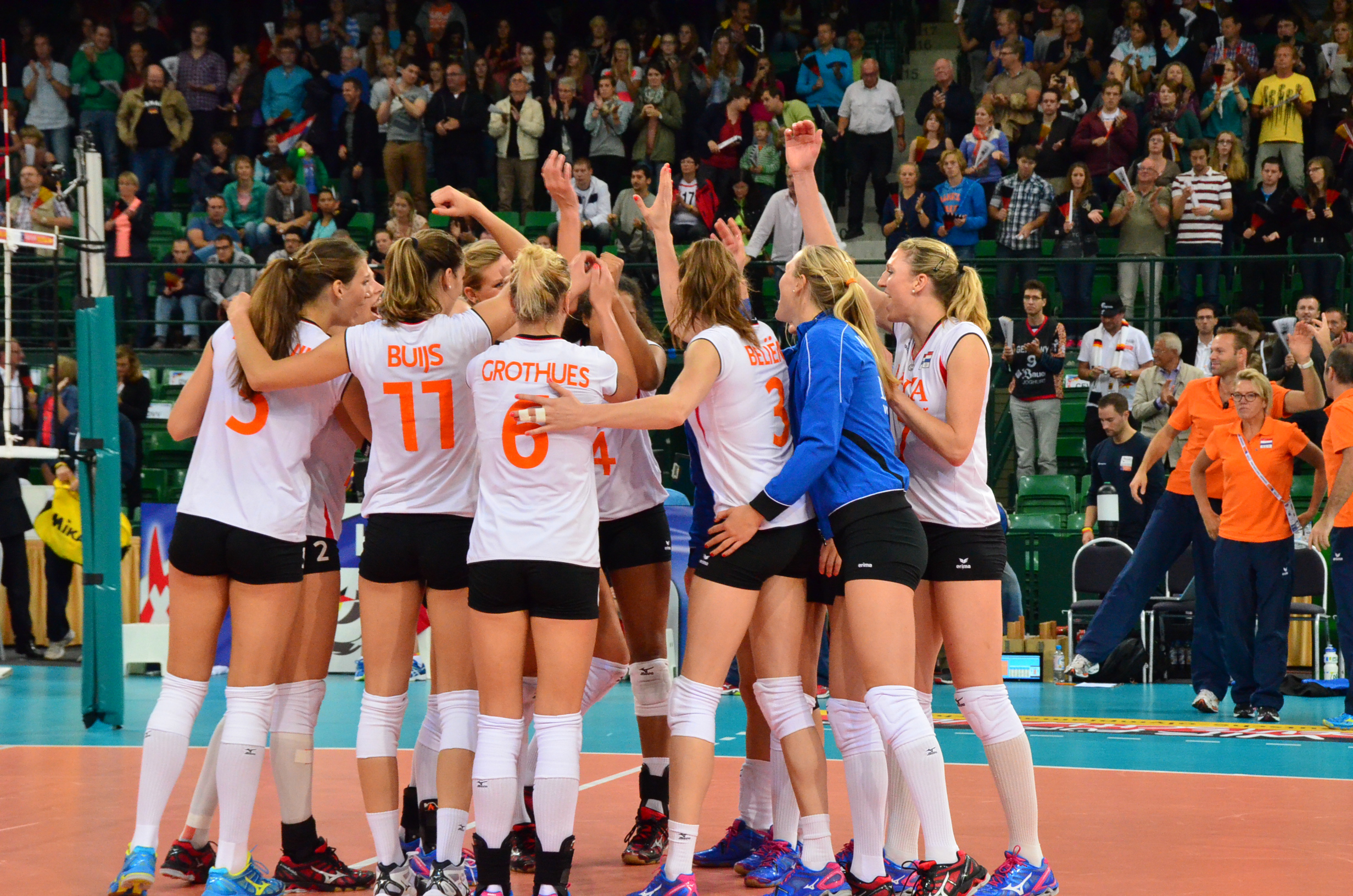
الفريق القومي النسائي لكرة اليد

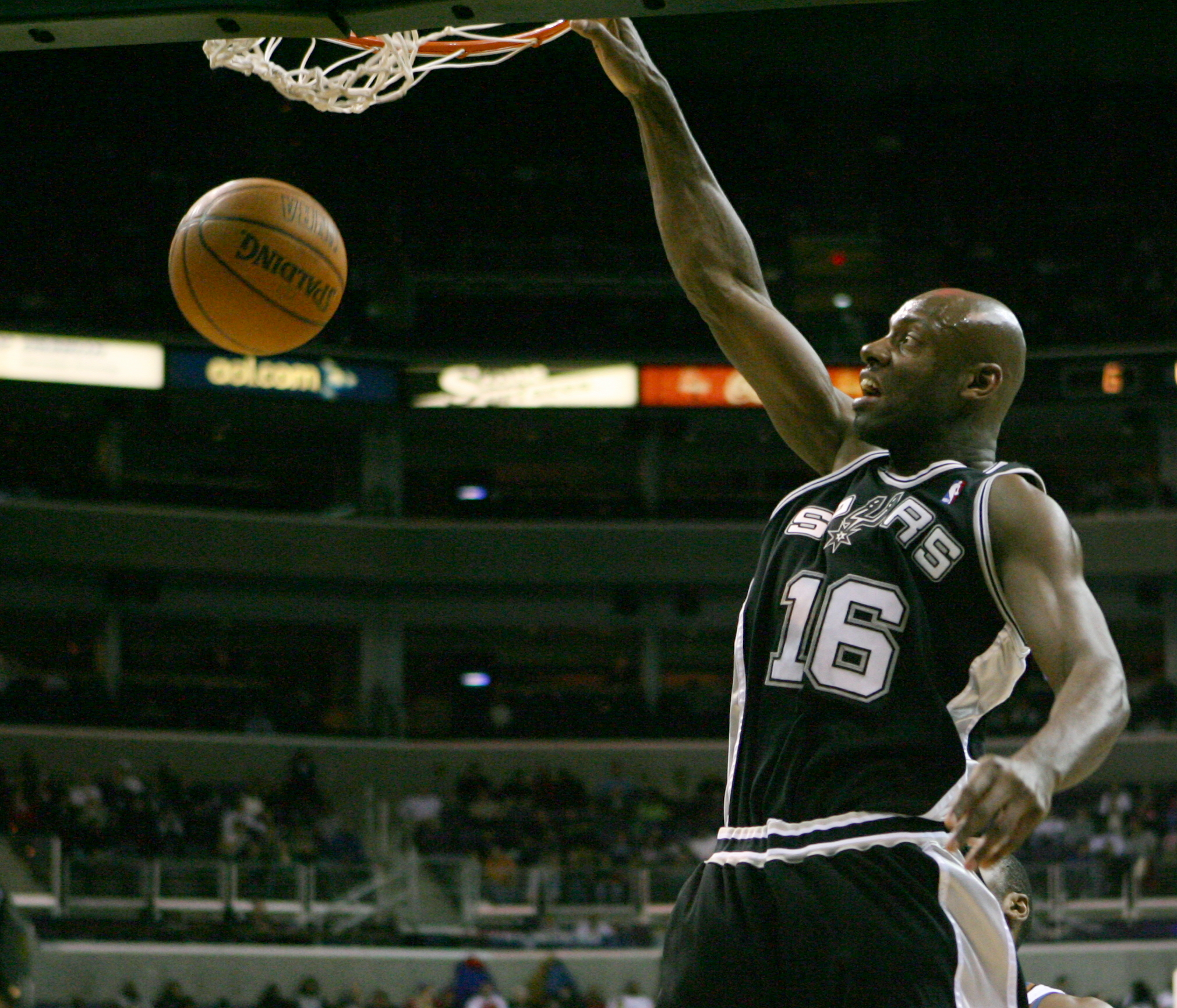
فرانشيسكو ألسون كابتن الفريق القومي لكرة السلة

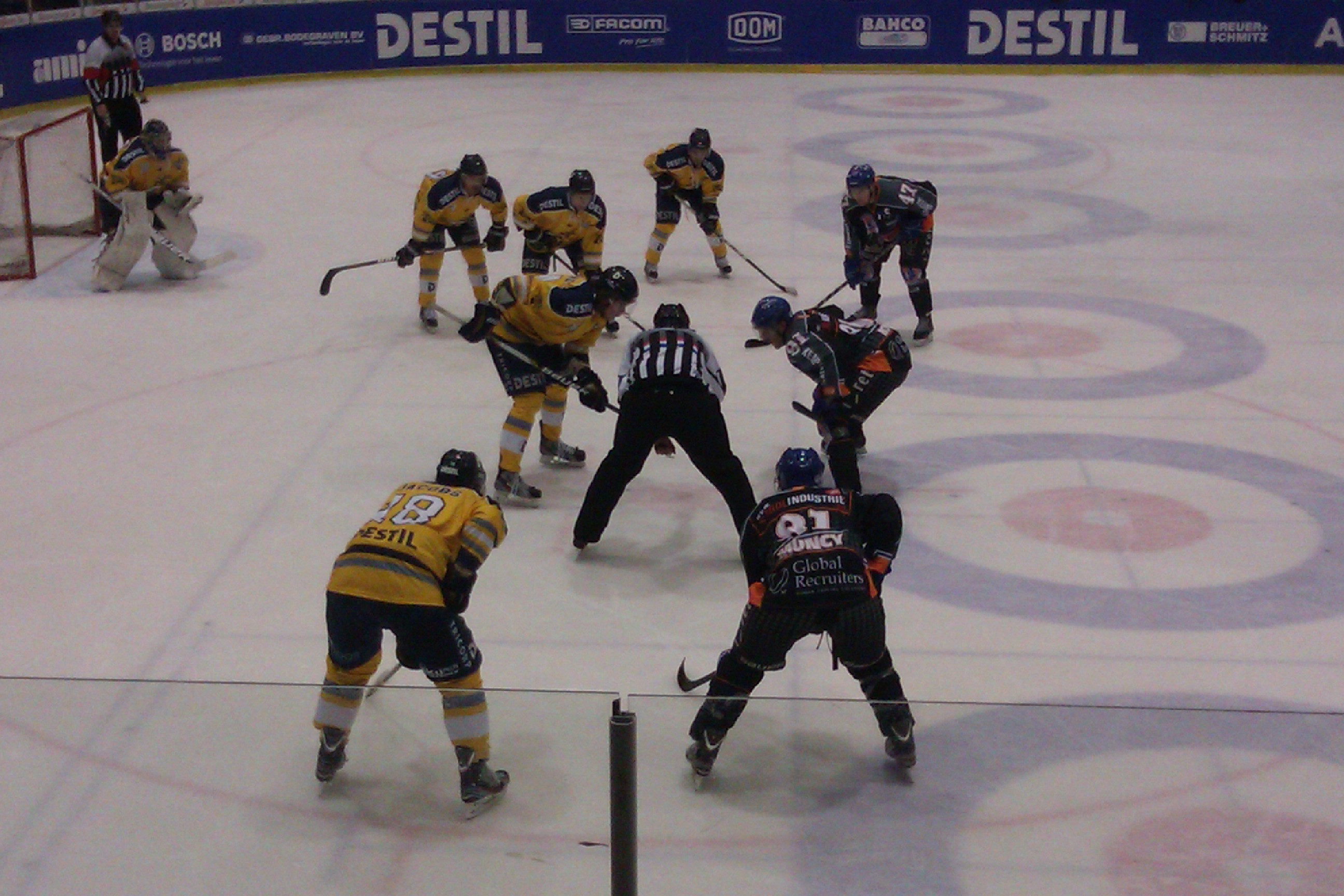
مباراة هوكي هولندية

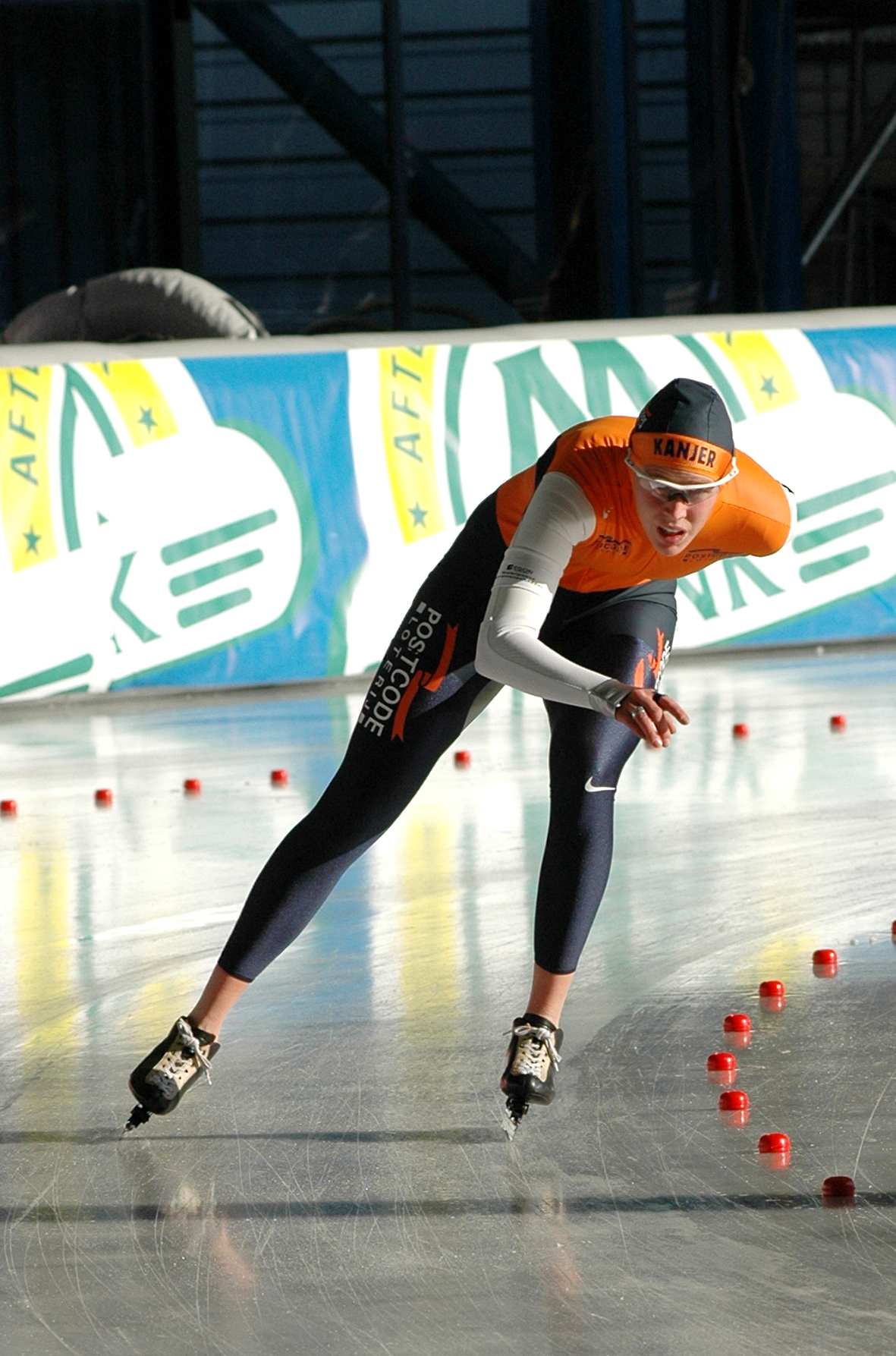
فيتيكي كريمير متزلج سرعة

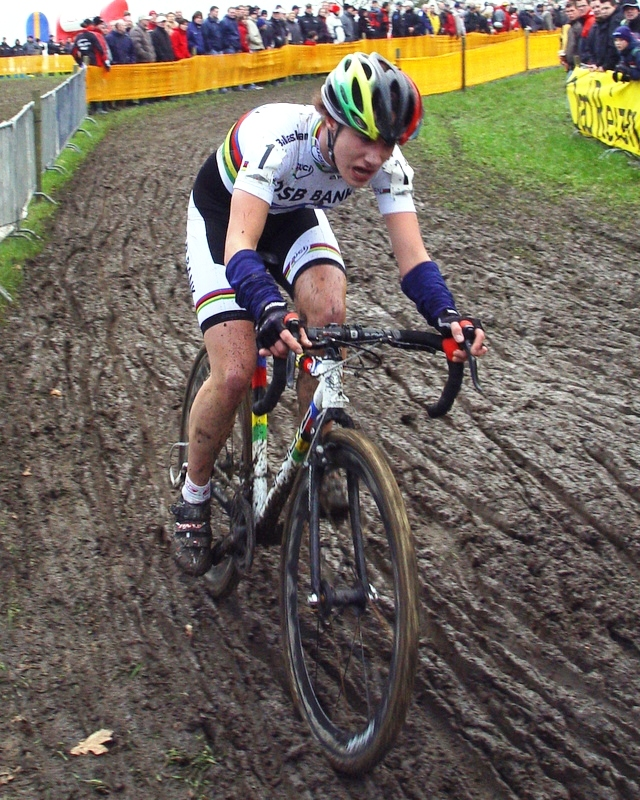
ماريانه فوس، راكبة دراجة محترفة

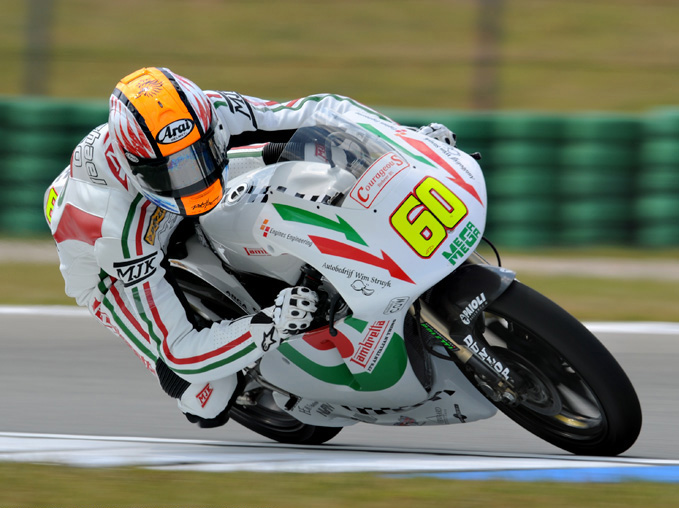
ميشيل فن دير مارك، سائق دراجات بخارية

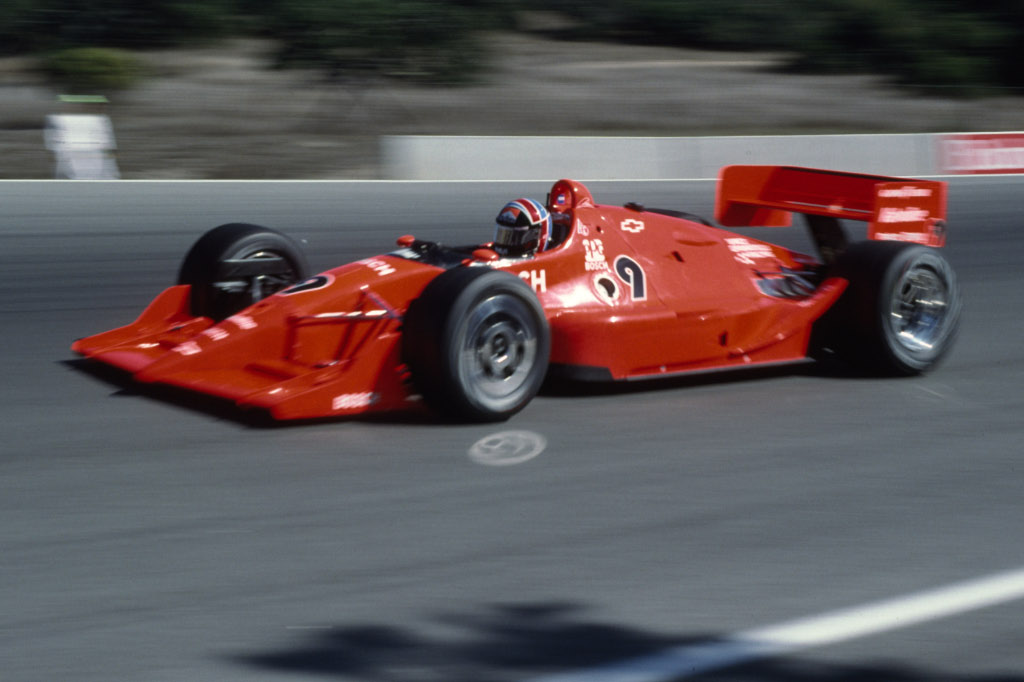
آري لويندايك، الفائز بسباق السيارات

من أصل 16 مليون مواطن في هولندا، يوجد نحو 4.5 مليون شخص مسجل في أحد الأندية الرياضية البالغ عددها 35,000 ناد في البلاد. يشارك نحو ثلثي السكان الذين تزيد أعمارهم عن 15 عامًا في الألعاب الرياضية أسبوعيًا.
تعد كرة القدم أكثر الرياضات شعبية في هولندا، متقدمة على الهوكي والكرة الطائرة اللتين توجدا في المرتبتين الثانية والثالثة. تُعد لعبة التزلج على الجليد والتنس والجمباز والغولف الألعاب الرياضية الفردية الأربع الأكثر انتشارًا. تُمارس أيضًا العديد من الرياضات الهولندية المحلية، على سبيل المثال: فيرليبن (بولستوكبيرسبرينغن) وبويغيلن وكاستن وكلوتشيتن وكولفين وكورفبال (كرة السلة الهولندية).
بدأ تنظيم الرياضة في بداية القرن التاسع عشر وبداية القرن العشرين. وتأسست الاتحادات الرياضية (مثل اتحاد التزلج السريع في عام 1882)، وتوحدت القواعد وظهرت الأندية الرياضية. تأسست اللجنة الأولمبية الوطنية الهولندية في عام 1912. وحتى الآن، حققت البلاد 230 ميدالية في الألعاب الأولمبية الصيفية و78 ميدالية في الألعاب الأولمبية الشتوية.
كان بّيم موليير شخصية بارزة في الرياضة الهولندية. إذ أسس في عام 1879 أول نادي للرغبي وكرة القدم في هولندا، وشارك في تشكيل أول نادي للتنس في عام 1884، وأنشأ سلف الاتحاد الملكي الهولندي لكرة القدم بعد خمس سنوات، وقدم هوكي الحقل في عام 1896. قدم أيضًا لعبة الباندي. لُعبت أول مباراة دولية في لعبة الباندي بين فريق مسقط رأسه هارلم ونادي بوري فين باندي الإنجليزي.

## رياضات الفرق

### كرة القدم
الاتحاد الملكي الهولندي لكرة القدم (KNVB) هو أكبر اتحاد رياضي في هولندا بما يقرب من 1.076.759 لاعب عام 2005م
وتعتبر كرة القدم هي اللعبة الأكثر شعبية في هولندا. ويعتبر منتخب هولندا لكرة القدم من أفضل منتخبات كرة القدم في العالم وسبق أن أحرز لقب بطولة أمم أوروبا عام 1988، كما أحرز المركز الثاني لبطولة كأس العالم لكرة القدم أعوام 1974 و1978 و 2010 في مونديال جنوب أفريقيا حيث خسر النهائي أمام إسبانيا بعد أن قدم مباريات كبيرة وأخرج البرازيل من ربع النهائي، وكان مرشحاً لإحراز اللقب لولا سوء الطالع تحت قيادة المدرب فان مارفيك ونجوم من أمثال روبن وفان بيرسى وشنايدر وكاوت. وأحرز المركز الثالث لكأس العالم عام 2014، كما أحرز المركز الرابع لكأس العالم عام 1998.
ومن أشهر نجوم كرة القدم في هولندا يوهان كرويف ورود خوليت وفان باستن ورود فان نيستلروي ودينيس بيركامب وباتريك كلايفرت وويسلي سنايدر وآريين روبن وروبين فان بيرسي.

## الرياضات الفردية

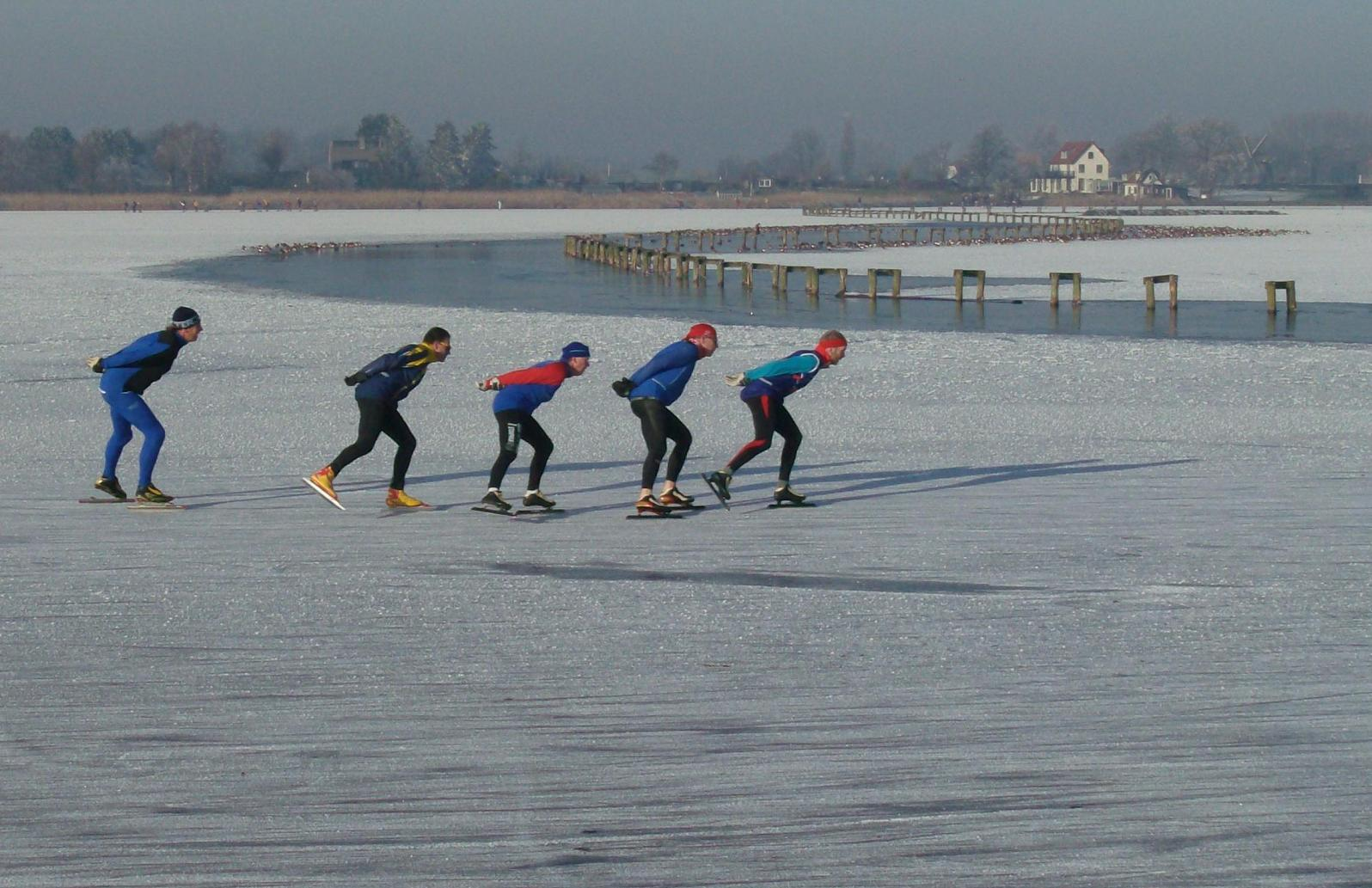
التزلج السريع في هولندا

### التنس
فاز ريتشارد كرايتشك ببطولة ويمبلدون عام 1996م

### ركوب الدراجات
فاز اثنان من الهولنديين بطواف فرنسا، كما فازت ليونتين فان مورسل بثلاث ميداليات ذهبية في ألعاب سيدني عام 2000
كما فازت هولندا بميدالية ذهبية بدورة الألعاب الأولمبية الصيفية 1996.

### التزلج على الجليد
تم تشكيل الاتحاد الملكي للتزلج على الجليد 17 سبتمبر 1882  بحوالي 161,673 عضو وبذلك يكون سابع أمبر اتحادات الرياضة في هولندا 2005.

#### التزلج السريع
آرد شينك من أشهر متزلجي السرعة في هولندا، ومن النساء إيفون فان غينيب وماريان تيمر

#### تزلج فني على الجليد
لهولندا نصيب من الجوائز في رياضة التزلج الفني على الجليد وفازت بالميدالية الفضية في الألعاب الأولمبية الشتوية 1976.

### ألعاب القوى
فاني بلانكيرس كوين هي من أكثر لاعبات ألعاب القوى نجاحاً في هولندا، حيث فازت بأربع ميداليات ذهبية في الألعاب الأولمبية الصيفية 1948. وقد منحها الاتحاد الدولي لألعاب القوى لقب لاعبة القرن لألعاب القوى.

### الفروسية
شارل بايو دي مورتانج وأنكي فان غرونسفين من أشهر لاعبي الفروسية في هولندا

### السباحة
ري ماستينبروك من أشهر سباحي هولندا حيث فاز بالميدالية الذهبية في دورة الألعاب الأولمبية الصيفية 1936
ومن لاعبي الأولمبياد الحديثين الحائزين على الميدالية الذهبية بيتر فان دن هوغنباند ورانومي كروموفيديويو وإينغه دي بروين